# MÁV Ikarus 260
Der MÁV Ikarus 260 war der Prototyp eines Schienenbusses, der in Zusammenarbeit zwischen dem ungarischen Omnibushersteller Ikarus und der ungarischen Staatsbahn Magyar Államvasutak (MÁV) aus einem Stadtlinienbus des Typs Ikarus 260 für den Bahnbetrieb umgebaut worden war.

## Geschichte
Da die MÁV viele Nebenstrecken mit einem nur geringen Aufkommen an Reisenden zu betreiben hatte, erhielt das Ikarus-Werk in Székesfehérvár den Auftrag, einen Omnibus zum Eisenbahnfahrzeug umzubauen, um einen wirtschaftlichen Betrieb auf den verkehrsschwachen Strecken der MÁV zu ermöglichen. Die Konstrukteure wählten für diesen Zweck einen Stadtbus mit einem gut gestalteten Fahrgastraum, Luftfederung für den Komfort sowie einem angemessenen Antriebssystem. Das Fahrzeug wurde so umgebaut, dass es die Rahmenbedingungen zum Befahren einer Bahnstrecke erfüllte. Anstelle der lenkbaren Vorderachse wurde eine von Rába hergestellte starre Rohrachse eingebaut, die Reifen wurden durch Eisenbahnräder ersetzt. Da es nur ein Versuchsfahrzeug war, wurden keine Zug- und Stoßeinrichtungen wie Schraubenkupplungen oder Puffer angebracht.
Der wortwörtliche Schienenbus absolvierte in der ersten Hälfte des Jahres 1995 auf der Bahnstrecke Székesfehérvár–Pusztaszabolcs mehrere Probefahrten. Er hatte nur einen Führerraum, sodass am jeweiligen Endbahnhof die Fahrtrichtung mit einer Drehscheibe geändert werden musste.
Die MÁV kam schließlich zu dem Entschluss, dass das Fahrzeug nicht geeignet sei, denn es gab Schwierigkeiten beim Bremsen aufgrund der zu geringen Masse und der Kollisionsschutz war nicht ausreichend. Auch das Fehlen eines zweiten Führerraums hätte einen Betrieb erschwert. Allerdings wären die Kosten für Anschaffung, Wartung und Kraftstoff wesentlich geringer als bei den herkömmlichen Triebwagen wie des Bzmot gewesen, für dessen Modernisierung und weiteren Einsatz sich die MÁV aber letztlich entschied. Das Fahrzeug wurde daraufhin wieder zurückgebaut und 1996 an das Busunternehmen Tisza Volán in Szeged verkauft.

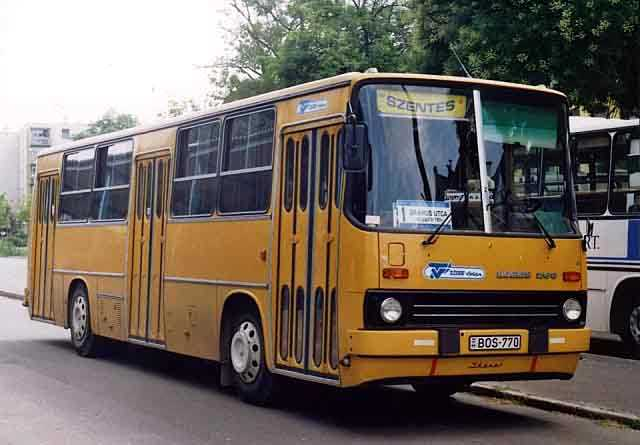
Das zurückgebaute Fahrzeug im Besitz von Tisza Volán in Szentes (2007)
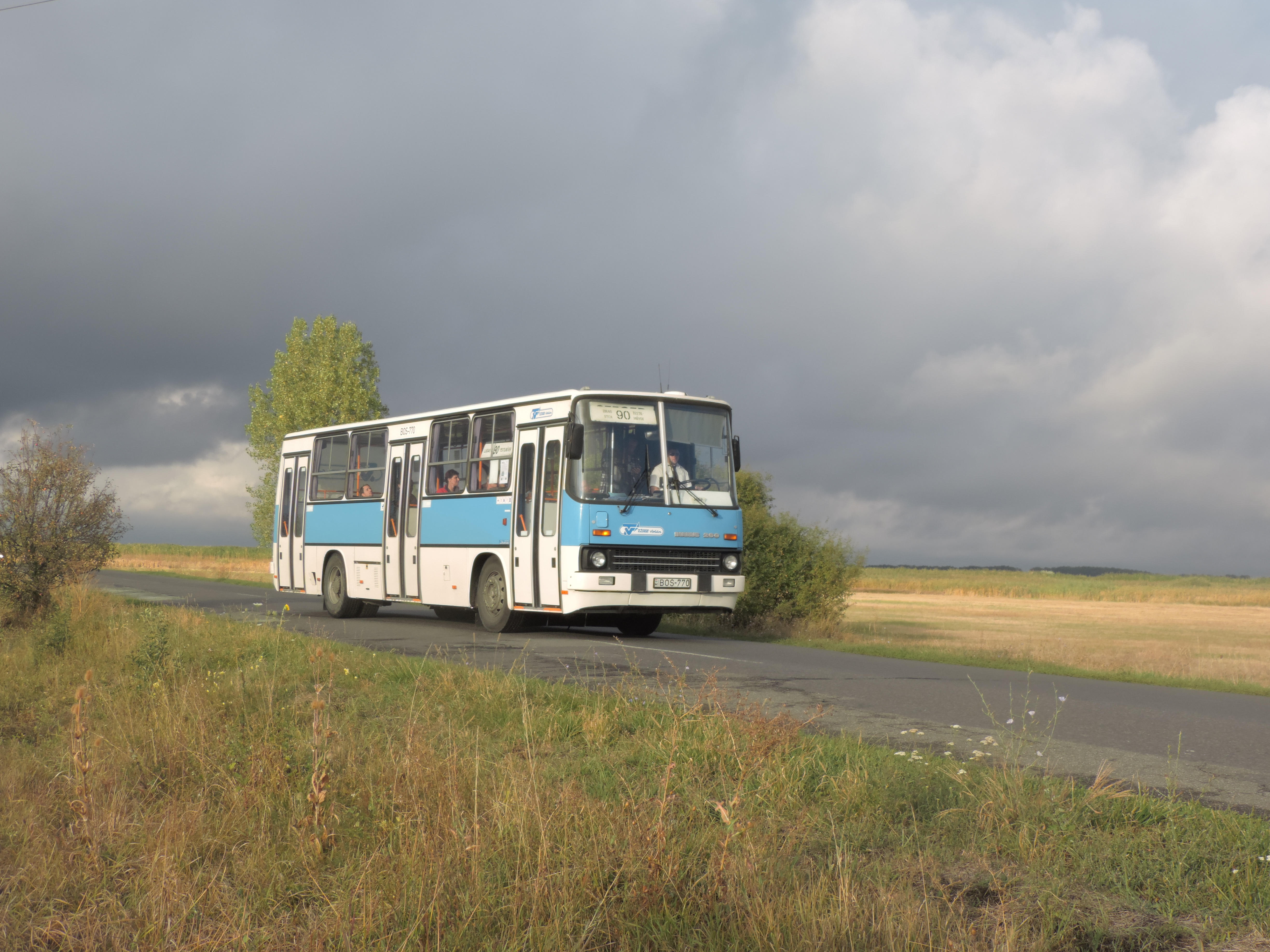
Das Fahrzeug mit umgebauten Einstiegstüren (2013)